# Julián Carranza
Julián Carranza (Oncativo, 22 maggio 2000) è un calciatore argentino, attaccante del Feyenoord.

## Caratteristiche tecniche
È un centravanti dotato di grande personalità e ottima forza fisica che lo rende insidioso nel colpo di testa, è in possesso di un ottimo fiuto del gol.

## Carriera

### Banfield
Cresciuto nelle giovanili del Banfield, ha esordito il 24 novembre 2017 in occasione del match perso 1-0 contro il Defensa y Justicia.

### Inter Miami
Il 26 luglio 2019 passa ufficialmente all'Inter Miami senza esordire però durante l'anno, perché il neo club della Florida ancora non aveva ottenuto i diritti per la partecipazione alla MLS 2019. Viene così mandato in prestito proprio al Banfield in attesa della licenza di partecipazione alla MLS.

### Philadelphia Union
Il 23 dicembre 2021 passa in prestito al Philadelphia Union. Viene riscattato per circa mezzo milione di euro il 14 luglio 2022, dopo aver concluso la prima metà di stagione con 7 gol in 16 presenze in campionato. Il 20 febbraio 2024 realizza la prima tripletta della carriera in Champions Cup contro il Saprissa (2-3).
Feyenoord
Il 30 giugno 2024 diventa ufficiale il suo trasferimento in Europa al Feyenoord, con cui sottoscrive un contratto fino al 30 giugno 2028.

## Statistiche

### Presenze e reti nei club
Statistiche aggiornate al 27 luglio 2025.
| Stagione                  | Squadra                   | Campionato                | Campionato | Campionato | Coppe nazionali | Coppe nazionali | Coppe nazionali | Coppe continentali | Coppe continentali | Coppe continentali | Altre coppe | Altre coppe | Altre coppe | Totale | Totale | Totale |
| Stagione                  | Squadra                   | Comp                      | Pres       | Reti       | Comp            | Pres            | Reti            | Comp               | Pres               | Reti               | Comp        | Pres        | Reti        | Pres   | Reti   |        |
| ------------------------- | ------------------------- | ------------------------- | ---------- | ---------- | --------------- | --------------- | --------------- | ------------------ | ------------------ | ------------------ | ----------- | ----------- | ----------- | ------ | ------ | ------ |
| 2017-2018                 | Banfield                  | PD                        | 14         | 5          | CA              | 0               | 0               | CL                 | 3                  | 0                  |             | -           | -           | 17     | 5      |        |
| 2018-2019                 | Banfield                  | PD                        | 15         | 3          | CA              | 3               | 2               | CS                 | 1                  | 0                  |             | -           | -           | 19     | 7      |        |
| 2019-2020                 | Banfield                  | PD                        | 11         | 2          | CA              | 1               | 0               | -                  | -                  | -                  |             | -           | -           | 12     | 2      |        |
| Totale Banfield           | Totale Banfield           | Totale Banfield           | 40         | 10         |                 | 4               | 2               |                    | 4                  | 0                  |             | -           | -           | 48     | 12     |        |
| 2020                      | Inter Miami               | MLS                       | 17         | 2          |                 | -               | -               | -                  | -                  | -                  |             | -           | -           | 17     | 2      |        |
| 2021                      | Inter Miami               | MLS                       | 25         | 1          |                 | -               | -               | -                  | -                  | -                  |             | -           | -           | 25     | 1      |        |
| Totale Inter Miami        | Totale Inter Miami        | Totale Inter Miami        | 42         | 3          |                 | 0               | 0               |                    | 0                  | 0                  |             | -           | -           | 42     | 3      |        |
| 2022                      | Philadelphia Union        | MLS                       | 34         | 15         | USOC            | 1               | 0               |                    | -                  | -                  |             | -           | -           | 35     | 15     |        |
| 2023                      | Philadelphia Union        | MLS                       | 33         | 14         | USOC            | 1               | 0               | CCL                | 6                  | 2                  | LC          | 5           | 2           | 45     | 18     |        |
| feb.-lug. 2024            | Philadelphia Union        | MLS                       | 12         | 6          | USOC            | -               | -               | CCC                | 3                  | 4                  | LC          | -           | -           | 15     | 10     |        |
| Totale Philadelphia Union | Totale Philadelphia Union | Totale Philadelphia Union | 79         | 35         |                 | 2               | 0               |                    | 9                  | 6                  |             | 5           | 2           | 95     | 43     |        |
| 2024-2025                 | Feyenoord                 | ED                        | 21         | 4          | CO              | 2               | 0               | UCL                | 7                  | 1                  | SO          | 0           | 0           | 30     | 5      |        |
| Totale carriera           | Totale carriera           | Totale carriera           | 182        | 52         |                 | 8               | 2               |                    | 20                 | 7                  |             | 5           | 2           | 215    | 63     |        |

## Palmarès

### Club

#### Competizioni nazionali
- Supercoppa dei Paesi Bassi: 1

Feyenoord: 2024